# 春日井市立味美小学校
春日井市立味美小学校（かすがいしりつ あじよししょうがっこう）は、愛知県春日井市味美町にある公立小学校。

## 概要
- 味美上ノ町、味美西本町、上ノ町1丁目、西本町1-3丁目、味美町1-3丁目、知多町1-4丁目、花長町1・2丁目、南花長町、美濃町1-3丁目が学区であり、公立中学校の進学先は春日井市立味美中学校及び春日井市立知多中学校である[1]。
- 旧・東春日井郡勝川町の小学校であった。

## 沿革
- 1873年（明治6年） - 味鋺原新田に第2大学区第2番中学区第53番小学興進学校として開校。
- 1874年（明治7年）3月 - 味鋺村の味鋺義校と合併し、日輪寺[注釈 1]を仮校舎とし、春日井郡第2番中学区第53番小学興進学校となる。
- 1876年（明治9年） -
  - 味原学校に改称する。
  - 味鋺村に味鋺分校を設置する。
- 1887年（明治20年） - 味鋺原学校に改称する。
- 1889年（明治22年）10月1日 - 味鋺原新田を改称し、味美村が発足。同時に尋常小学味美学校に改称する。
- 1892年（明治25年） - 味美尋常小学校に改称する。
- 1906年（明治39年）7月16日 - 味美村が勝川町に編入される。
- 1908年（明治42年） - 勝川町で学校の再編が行われる。高等科を設置し、勝川尋常高等小学校に改称する。
- 1941年（昭和16年）4月1日 - 味美国民学校に改称する。
- 1943年（昭和18年）6月1日 - 勝川町、篠木村、鳥居松村、鷹来村が合併し春日井市発足。
- 1947年（昭和22年）4月1日 - 春日井市立味美小学校に改称する。
- 1948年（昭和23年） - 校舎を新築する。
- 1955年（昭和30年） - 航空機ジェット機化に伴う小牧空港の騒音対策として、壁や窓を二重化する防音工事を行う。
- 1960年（昭和35年） - 新校舎（鉄筋コンクリート造。現・本館。）が完成する。
- 1964年（昭和39年） - 校舎を増築する。
- 1967年（昭和42年） - 分校を設置する。
- 1968年（昭和43年） - 分校が春日井市立白山小学校として独立する。
- 1973年（昭和48年） - 北館が完成する。
- 1975年（昭和50年） - 南館が完成する。

## 交通アクセス
- 名鉄小牧線味美駅下車、徒歩約8分。

## 周辺施設
- 春日井市立知多中学校
- 春日井市立味美中学校
- 春日井市立白山小学校
- 春日井市立山王小学校
- 味美ふれあいセンター
- 知多公民館
- 名鉄小牧線味美駅

## 著名な卒業生
- 竹田太郎（映画・テレビ・イベント・プロダクトデベロップメント プロデューサー）